# 186 Celuta
A 186 Celuta a Naprendszer kisbolygóövében található aszteroida. Henry, Prosper fedezte fel 1878. április 6-án.